# Daşoguz welaýaty
Daşoguz welaýaty (früher russisch Ташаузская область Taschausskaja oblast) ist eine der fünf Provinzen Turkmenistans.
Die Provinz liegt im Norden des Landes und grenzt im Norden an Usbekistan. An der Grenze liegt die Sarykamysch-Senke, wo sich der Sarykamyschsee gebildet hat. Große Teile der Provinz werden von der Karakum-Wüste eingenommen.
Die Fläche beträgt 73.430 km², die Einwohnerzahl (2005) rund 1.370.000, somit ergibt sich eine Bevölkerungsdichte von rund 19 Einwohnern/km².
Die Hauptstadt der Provinz ist Daşoguz (früher Taschaus), andere größere Städte sind Köneürgenç und Ýylanly.
Im Norden liegt der südwestliche Teil des historischen Gebiets Choresmien.